# Timbiquí
Timbiquí è un comune della Colombia facente parte del dipartimento di Cauca.
Il centro abitato venne fondato da Francisco Antonio de Mosquera e Andrés Saa nel 1772, mentre l'istituzione del comune è del 1915.